# Love vs. Money
Love vs. Money (em português:  Amor vs. Dinheiro) é o segundo álbum de estúdio cantornorte-americana de R&B e pop The-Dream, lançado 10 de março de 2009 na Radio Killa e Def Jam Recordings. É a continuação do seu primeiro álbum de estúdio Love Hate (2007), e foi escrito e produzido principalmente por The-Dream e Christopher "Tricky" Stewart. O álbum estreou na segunda posição da parada de álbuns Billboard 200, dos Estados Unidos, vendendo 151.000 cópias em sua primeira semana. Foram lançados quatro singles desse álbum, que atingiram sucesso moderado nas paradas da Billboard. Após sua liberação, Love vs. Money recebeu aclamação geral da maioria dos críticos e a Rolling Stone nomeou o álbum oitavo melhor de 2009.

## Recepção

### Desempenho
Love vs Money estreou no número dois no Billboard 200, vendendo 151.000 cópias em sua primeira semana. Além disso, entrou no número um no Top R&B/Hip-Hop Albums da Billboard e no número três no Top Digital Albums, em março de 2009. Em sua segunda semana, o álbum caiu duas posições para o número quatro no Billboard 200, com 56.000 cópias vendidas. Em sua terceira semana, o álbum caiu nove posição e vendeu um adicional 35.967 cópias, e em sua quarta semana, caiu para o número 19 e vendeu mais 27.972 cópias. Love vs Money passou um total de 17 semanas na parada Billboard 200. Em maio de 2009, tinha vendido 331.000 cópias nos Estados Unidos, de acordo com a SoundScan.

### Crítica
Após seu lançamento, o álbum foi geralmente bem-recebido, com base em uma pontuação total de 83/100 do Metacritic. O crítico do Allmusic, Andy Kellman, deu-lhe quatro estrelas e meia, em um máximo de cinco.

## Faixas
| N.º | Título                                  | Duração |  |
| 1.  | "Money Intro"                           | 0:09    |  |
| 2.  | "Rockin' That Shit"                     | 3:41    |  |
| 3.  | "Walkin' on the Moon(feat. Kanye West)" | 4:14    |  |
| 4.  | "My Love (feat. Mariah Carey)"          | 3:24    |  |
| 5.  | "Put It Down"                           | 5:01    |  |
| 6.  | "Sweat It Out"                          | 4:24    |  |
| 7.  | "Take U Home 2 My Mama"                 | 3:39    |  |
| 8.  | "Love vs. Money"                        | 4:11    |  |
| 9.  | "Love vs. Money, Pt. 2"                 | 4:12    |  |
| 10. | "Fancy"                                 | 6:29    |  |
| 11. | "Right Side of My Brain"                | 4:26    |  |
| 12. | "Mr. Yeah"                              | 4:53    |  |
| 13. | "Kelly's 12 Play"                       | 4:17    |  |

## Pessoal
| - Chris Bellman - masterização - Lee Blaske - cordas - Dre Bowman - baixo - Mariah Carey - vocais - Joseph Cultice - Fotografia - Steven Dennis - engenheiro assistente - The-Dream - produção de áudio e voz - Mark Grey - mistura de assistente - Christy Hall - assistente de produção - Terese Joseph - A & R - Ryan Kelly - engenheiro assistente - Karen Kwak - A & R - Giancarlo Lino - mistura de assistente | - Pamela Littky - foto da capa, a fotografia inlay - Marcus Scott - A & R - Chris "TEK" O'Ryan - engenheiro, engenheiro de produção - Dave Pensado - mistura - J. Peter Robinson - direção de arte - Jason Sherwood - engenheiro assistente - Chris "Tricky" Stewart produtor -, produção de áudio - Brian "B Luv" Thomas - engenheiro - Pat Thrall - engenheiro, engenheiro de produção - Randy Urbanski - engenheiro assistente - Kanye West - vocais - Ryan West - vocal gravação - Andrew Wuepper - engenheiro, assistente de mistura |